# Partchine

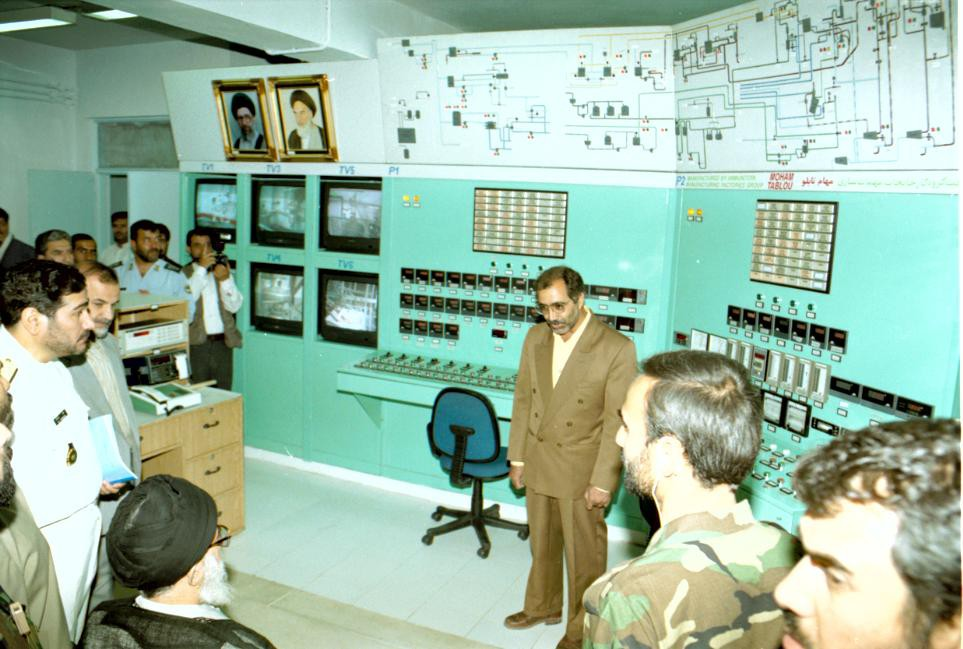
Ali Khamenei en visite au complexe de Partchine en 1998.

Le complexe militaire de Partchine (aussi transcrit Parchin ; en persan : پارچین / Pârčin) est une usine militaire iranienne, située à proximité de la ville de Pakdacht, environ 30 kilomètres au sud-est de Téhéran. 
Ce complexe est employé pour mettre au point et construire les missiles balistiques iraniens ; il dispose d'installations pour la fabrication et le test d'explosifs conventionnels.

## Historique
Le 15 décembre 1997, un essai est mené à proximité du complexe de Partchine, dans les montagnes de Bardjamali. L'Institut russe d'aérodynamique TsAGI construit alors une soufflerie dans le complexe industriel de Hemmat, permettant aux concepteurs de missiles iraniens et russes de finaliser le missile Shahab-3, dérivé du missile SCUD russe.
Le 1er novembre 2005, l'Agence internationale de l'énergie atomique (AIEA) accède au site et des échantillons environnementaux sont pris. Les inspecteurs n'observent pas d'activités inhabituelles dans les bâtiments visités et les analyses n'indiquent pas de radioactivité dans les échantillons. C'est pourquoi l'AIEA annonce alors que le site de Partchine n'est pas un site nucléaire.
En novembre 2007, une explosion s'est produite dans un entrepôt. Les pompiers ont réussi à éteindre le feu, quatre personnes ont été blessées.
En novembre 2011, l'AIEA annonce détenir des informations crédibles selon lesquelles le site de Partchine est le siège d'activités visant à développer un engin explosif nucléaire. L'AIEA cherche alors à obtenir un nouvel accès au site de Partchine, ce que l'Iran refuse.
Le 10 mai 2012, l'Iran est accusé de "laver" le site de Partchine par le Think tank américain Isis (Institute for Science and International Security), sur la base de clichés pris par satellite datant du 9 avril 2012. Ramine Méhmanparaste, le porte-parole du ministère des Affaires étrangères iranien, réagit : « Ils se moquent de notre nation, il est impossible de " laver " des activités nucléaires. »
Le 5 octobre 2014, une explosion s'est produite aux abords du complexe de Partchine. Un incendie s’est déclaré dans un atelier de fabrication d’explosifs, un « énorme flash orange » aurait été vu depuis Téhéran. Deux personnes sont mortes. 
En août 2015, l'AIEA annonce qu'une petite extension à un bâtiment existant semble avoir été construite sur le site de Partchine. Le chef de l'AIEA se rend alors sur le site de Partchine le 20 septembre 2015 pour obtenir des clarifications sur les activités nucléaires du site.
En décembre 2015, un rapport de l'AIEA conclut qu'« une gamme d'activités pertinentes pour le développement d'un dispositif nucléaire a été menée en Iran avant la fin de l'année 2003 et que certaines activités ont eu lieu après 2003. »
Dans la matinée du 26 juin 2020, une forte explosion est ressentie près de la base militaire de Partchine. Selon le porte-parole du ministère de la défense Davoud Abdi, cette explosion est due à une fuite de gaz dans un système de stockage de gaz près de la base. Le lendemain, un article de l'agence Associated Press présente des images prises par satellite montrant une vaste zone brulée dans les collines à proximité de l'usine,. 